# Yoon Jae-young
Yoon Jae-young (kor. 윤재영, ur. 5 lutego 1983) – południowokoreański tenisista stołowy, brązowy medalista olimpijski.
Największym sukcesem zawodnika jest brązowy medal olimpijski z Pekinu w turnieju drużynowym mężczyzn.